# Крикун Юрій Юрійович
Ю́рій Ю́рійович Крику́н (нар. 3 червня 1963, м. Київ, Україна) — космонавт (1992), заслужений журналіст України (2006), кавалер ордену "За заслуги" III ступеня, режисер документального кіно, лауреат Всеукраїнської журналістської премії «Золоте перо» (2004; 2007; 2011), президент та засновник Всеукраїнської федерації черліденгу (статус: національна).

## Освіта
- 1980 рік — закінчив з відзнакою 10 класів середньої школи № 32, міста Києва.
- 1987 рік — закінчив з відзнакою кінорежисерський факультет Київського державного інституту театрального мистецтва ім. І. Карпенка-Карого та отримав диплом за спеціальністю «Режисер документального кіно».
- 1992 рік — закінчив загальнокосмічну підготовку у Центрі підготовки космонавтів ім. Ю. Гагаріна (Зоряне містечко). Присвоєно кваліфікацію «Космонавт-дослідник», посвідчення № 150.
- 2005 рік — закінчив магістратуру Харківської державної академії фізичної культури та отримав диплом за спеціальністю «Спортивний менеджмент».

## Професійна діяльність
- починаючи з 1984 року друкувався у центральній (всесоюзній) та республіканській пресі;
- з 1987 року — працював режисером Української студії телевізійних фільмів «Укртелефільм»;
- з 1994 року — головний консультант Секретаріату Комітету Верховної Ради України з питань молоді і спорту.

## Космічна підготовка
У серпні 1989 року рішенням Космічної комісії Спілки журналістів СРСР Крикун Ю. Ю. рекомендований для проходження медичного обстеження до космічного польоту (за програмою польоту в космос першого журналіста) у Науково-дослідному інституті медико-біологічних проблем Мінздраву СРСР.
З жовтня 1989 по квітень 1990 пройшов повне клінічне обстеження у ІМБП Мінздраву СРСР та рішенням Головної медичної комісії Мінздраву СРСР був визнаний придатним до космічного польоту на кораблі «Союз-ТМ» та орбітальному комплексі «МИР».
11 травня 1990 року рішенням Державної міжвідомчої комісії СРСР був рекомендований для зарахування до Загону космонавтів СРСР та проходження спеціальних тренувань у Центрі підготовки космонавтів ім. Ю. О. Гагаріна у Зоряному містечку.
У червні 1990 року рішенням Ради Міністрів СРСР був зарахований до загону космонавтів СРСР по програмі підготовки до космічного польоту першого радянського журналіста.
З 1 жовтня 1990 року по 7 лютого 1992 року пройшов повний курс загальнокосмічної підготовки до космічних польотів на транспортному кораблі «Союз-ТМ» та орбітальному комплексі «Мир» у Центрі підготовки космонавтів ім. Ю. О. Гагаріна у Зоряному містечку.
Програма підготовки до космічного польоту включала тренування на тренажерах космічного корабля «Союз-ТМ» та орбітального комплексу «Мир», тренування на виживання в Арктиці та пустелі, льотну та парашутну підготовку, цикл польотів на невагомість, водолазну підготовку для відпрацювання виходу у відкритий космос, польоти на візуальні дослідження, медичну, теоретичну підготовку та інше.
За рішенням Державної міжвідомчої комісії 7 лютого 1992 року Крикуну Ю. Ю. було присвоєно кваліфікацію «Космонавт-дослідник», посвідчення № 150.

## Літературна діяльність (автор книг)
- «Крок до космодрому» (1990)[10];
- «Гонка — гірка любов моя» (1992);
- «Олег Блохін: життя без чернеток» (2002)[11];
- «Олександр Волков: життя немов, кадр з баскетболу» (2003)[12];
- «Василь Жданов: володар швидких коліс» (2003)[13];
- «Блохін: вертикаль перемоги» (2012)[14].

## Фільмографія

### Автор сценаріїв і режисер документальних фільмів
- «Велогонка починається в Києві» (студія «Укркінохроніка», 1986 рік);
- «Фермери» (студія «Укртелефільм», 1989 рік);
- «Важка дорога в космос» (2 серії, студія «Україна», 1992 рік);
- «Зірковий полігон» (студія «Україна», 1993 рік).

## Громадська діяльність
- Віце-президент Федерації велоспорту України (1994—1996);
- Президент Всеукраїнської федерації черліденгу [Архівовано 10 квітня 2021 у Wayback Machine.] (з 2004);
- Віце-президент Спортивного комітету України (2008—2016);
- Член Виконкому міжнародного черліденгового союзу (ICU [Архівовано 18 квітня 2014 у Wayback Machine.]) (2010—2018);
- Голова Комітету ICU з проведення Кубків світу (з 2018);
- Член Комітету Європейського черліденгового союзу ECU [Архівовано 26 травня 2022 у Wayback Machine.] з проведення чемпіонатів Європи (з 2018);
- Суддя міжнародої категорії з черліденгу (з 2011).
- Член Спілки журналістів України (з 1991).

## Нагороди та звання
- Орден «За заслуги» ІІІ ступеня (21 серпня 2020, Указ Президента України № 335/2020[3]) — за значний особистий внесок у державне будівництво, соціально-економічний, науково-технічний, культурно-освітній розвиток України, вагомі трудові здобутки та високий професіоналізм[15]
- Заслужений журналіст України (18 серпня 2006 року, Указ Президента України № 694/2006[2]) - за значний особистий внесок у соціально-економічний, культурний розвиток Української держави, вагомі трудові досягнення та з нагоди 15-ї річниці незалежності України;
- Грамота Верховної Ради України за заслуги перед українським народом (2004);
- Почесна Грамота Верховної Ради України за особливі заслуги перед українським народом (30 травня 2013 року, № 1246);
- Почесна Грамота Кабінету Міністрів України (25 листопада 2004 року, № 1601[16]);
- Лауреат Всеукраїнської журналістської премії «Золоте перо» (2004; 2007; 2011);
- Лауреат Міжнародної спортивної премії «Золотий мангуст» (2018[17]).

## Захоплення
- черліденг;[18]
- європейський живопис;
- театр.

## Родина
- Батько: Крикун Юрій Пилипович — радянський, український сценарист, редактор. Заслужений працівник культури УРСР (1987).
- Мати: Самофалова Катерина Михайлівна — український режисер-документаліст, кавалер ордена «Знак пошани» (1981).
- Дружина: Крикун Олена Андріївна — психолог, депутат Запорізької обласної ради від ОПЗЖ.